# 미히라몬
미히라몬(MIHIRAMON, ミヒラモン)은 디지몬 시리즈에서 등장하는 캐릭터(몬스터)이다.

## 소개
데바 중 한명으로, 날개 달린 호랑이의 모습을 하고 있으며, 디지몬의 신 청룡몬의 부하. 필살기는 예리한 송곳니와 발톱으로 적을 베어 가르며, 자신의 꼬리를 팔각봉의 삼절곤으로 변화시켜 내리치는 공격을 선보인다. 12마리 데바  중에서 맨 처음으로 나타난 데바 .